# Gran Desierto Arenoso

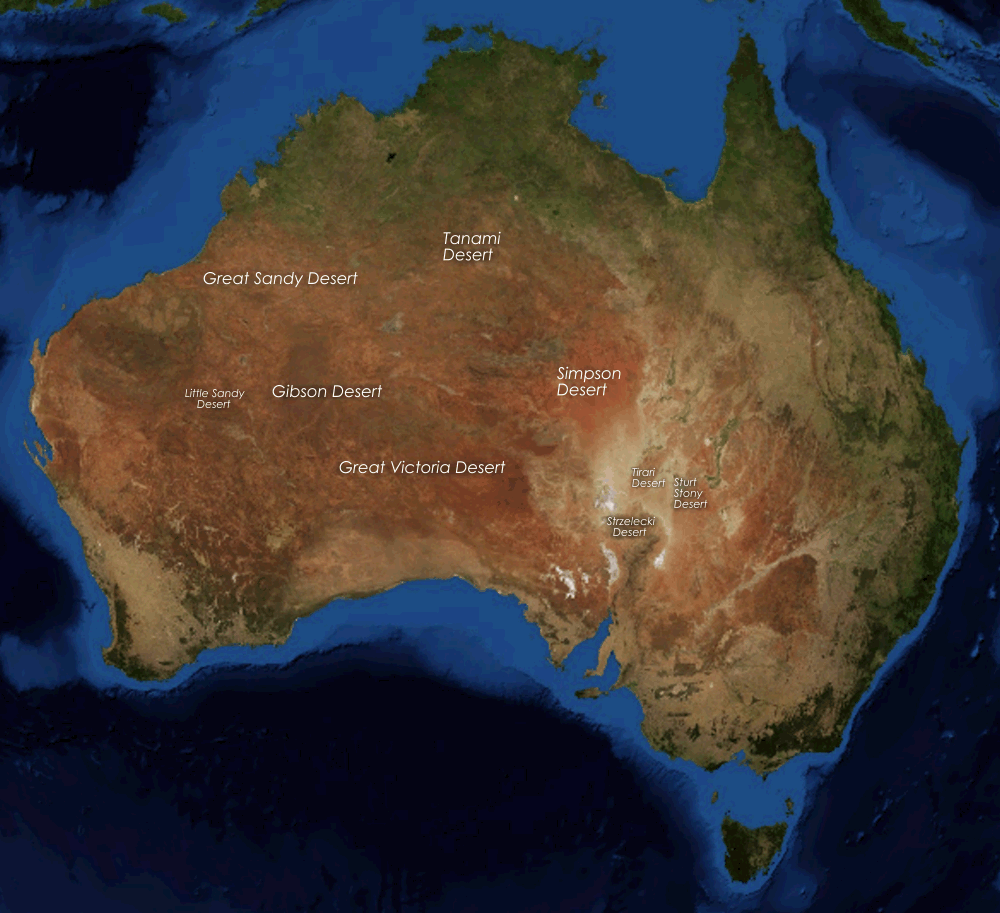
Localización de los desiertos australianos.

El Gran Desierto Arenoso o Gran Desierto de Arena se extiende a lo largo de 284 993 km² en el noroeste de Australia. Forma parte de una vasta y llana región conocida como desierto del Oeste, en el estado de Australia Occidental, que se sitúa entre las montañas rocosas de Pilbara y Kimberley. Limita al sudeste con el desierto de Gibson y el lago Mackay, al este con el desierto de Tanami y al sudoeste con el lago Dora y el parque nacional River Rudall. Toda la región se encuentra escasamente poblada y no existe ningún asentamiento significativamente enorme.

## Geología

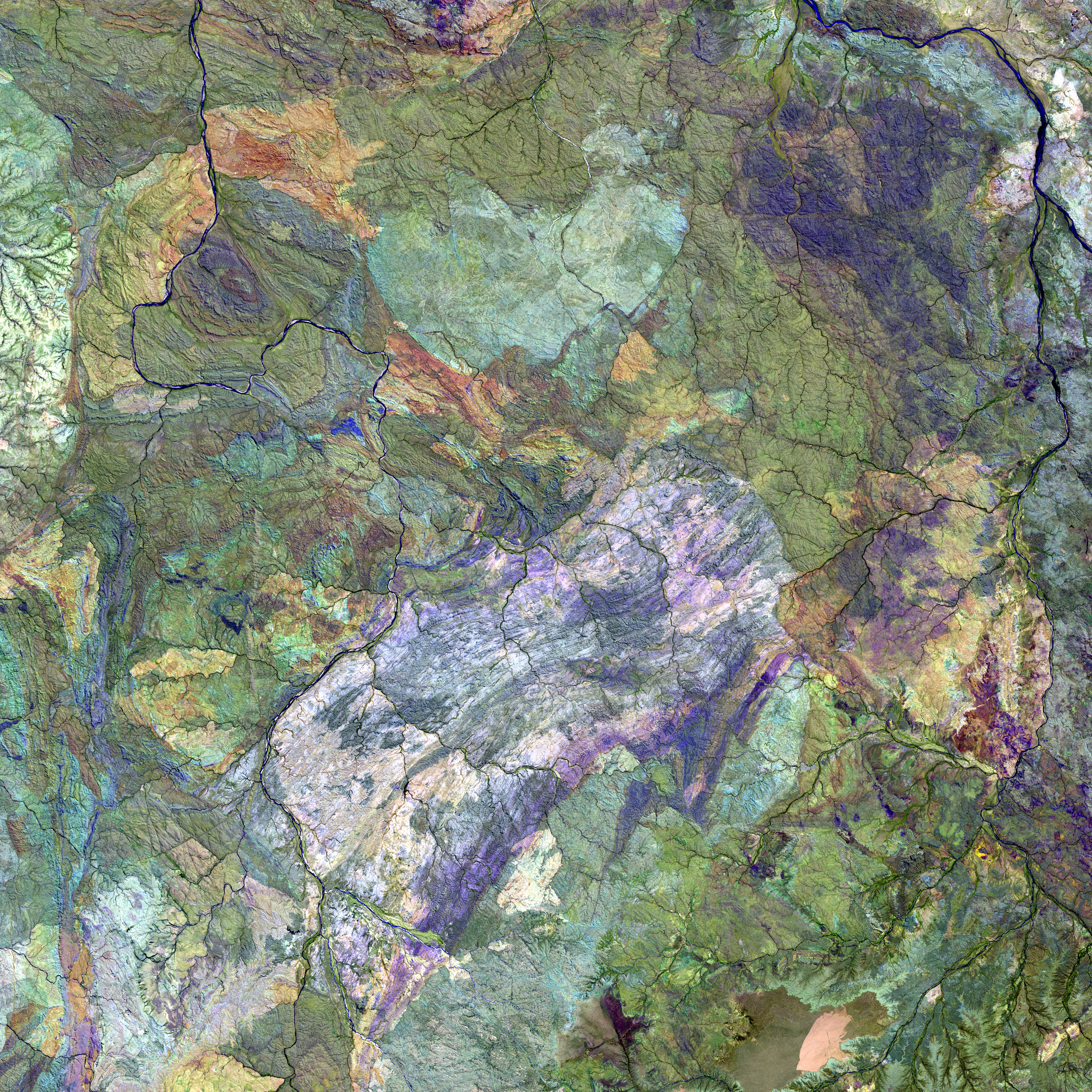
Gran Desierto Arenoso, Landsat 7.

El Gran Desierto Arenoso contiene grandes mares de dunas, normalmente formados por dunas en disposición longitudinal. Al nordeste se localiza el cráter Wolfe Creek producido por el impacto de un meteorito.

## Población
En la costa, hay varias granjas de ovejas aisladas. El resto de la región está escasamente poblada. El grueso de la población está formado por comunidades de indígenas australianos y algunos centros mineros. Los aborígenes del desierto se dividen en dos grupos: los martu en el oeste y los pintupi en el este.Durante el siglo XX, muchos de estos indígenas fueron forzados a abandonar sus tierras y enviados a diversos asentamientos del Territorio del Norte, tales como Papunya. En los últimos años, algunos de estos indígenas han regresado para fundar nuevas comunidades.

## Clima
Las precipitaciones son escasas a lo largo de toda la costa y en la zona norte. Las áreas cercanas a Kimberley presentan una media superior a 300 mm, pero las lluvias son irregulares, con multitud de sequías, que suelen terminar con la formación de una tormenta monzónica o un ciclón tropical. Al igual que en muchos desiertos australianos, las precipitaciones son abundantes comparadas con las medias de otros desiertos. Incluso en las zonas más secas, las precipitaciones no suelen bajar de 250 mm. La elevada tasa de evaporación es la que da lugar a estas elevadas precipitaciones. Esta región es la responsable de la disminución del calor, lo que ayuda en la formación del monzón del noroeste. Casi todas las lluvias provienen de las tormentas monzónicas o de los ocasionales ciclones tropicales.
La media de días de tormenta está en torno a 20-30 por año en la mayor parte de la región, excepto en el norte, junto a Kimberley, donde la media alcanza los 30-40 días por año. Las temperaturas diurnas en verano son las más cálidas de Australia, en torno a 37-38 °C en la frontera con Kimberley, en Halls Creek, y alrededor de 42 °C de media en el sur, excepto cuando hay tormentas monzónicas. Varias personas han muerto en esta región tras estropearse sus vehículos en algún camino remoto. Los inviernos son cortos y cálidos, con temperaturas entre 25-30 °C, pero a finales de agosto comienza de nuevo el calor.
Las heladas no son muy comunes. Las regiones que limitan con el desierto de Gibson pueden presentar una o dos heladas al año. Lejos de la costa, las noches de invierno pueden ser frescas, en comparación con el calor que se alcanza durante el día.

## Economía
Existe una pequeña actividad económica en el desierto, sustentada principalmente por las minas y las granjas. Las minas más importantes son la mina de oro de Telfer y la mina de cobre de Nifty. Las principales granjas son de ganado vacuno y se localizan en la zona oeste. Telfer es una de las minas de oro más grande de Australia y fue la primera explotada por Jean-Paul Turcaud a principio de los años 70. El depósito de uranio de Kintyre localizado al sur de Telfer se encuentra sin explotar.

## Fauna y flora
La vegetación del Gran Desierto Arenoso está dominada por la especie Spinifex.
Los animales más comunes en la región son los camellos salvajes, los dingos, los goannas (incluido el gran Perentie) y numerosas especies de lagartos y aves.

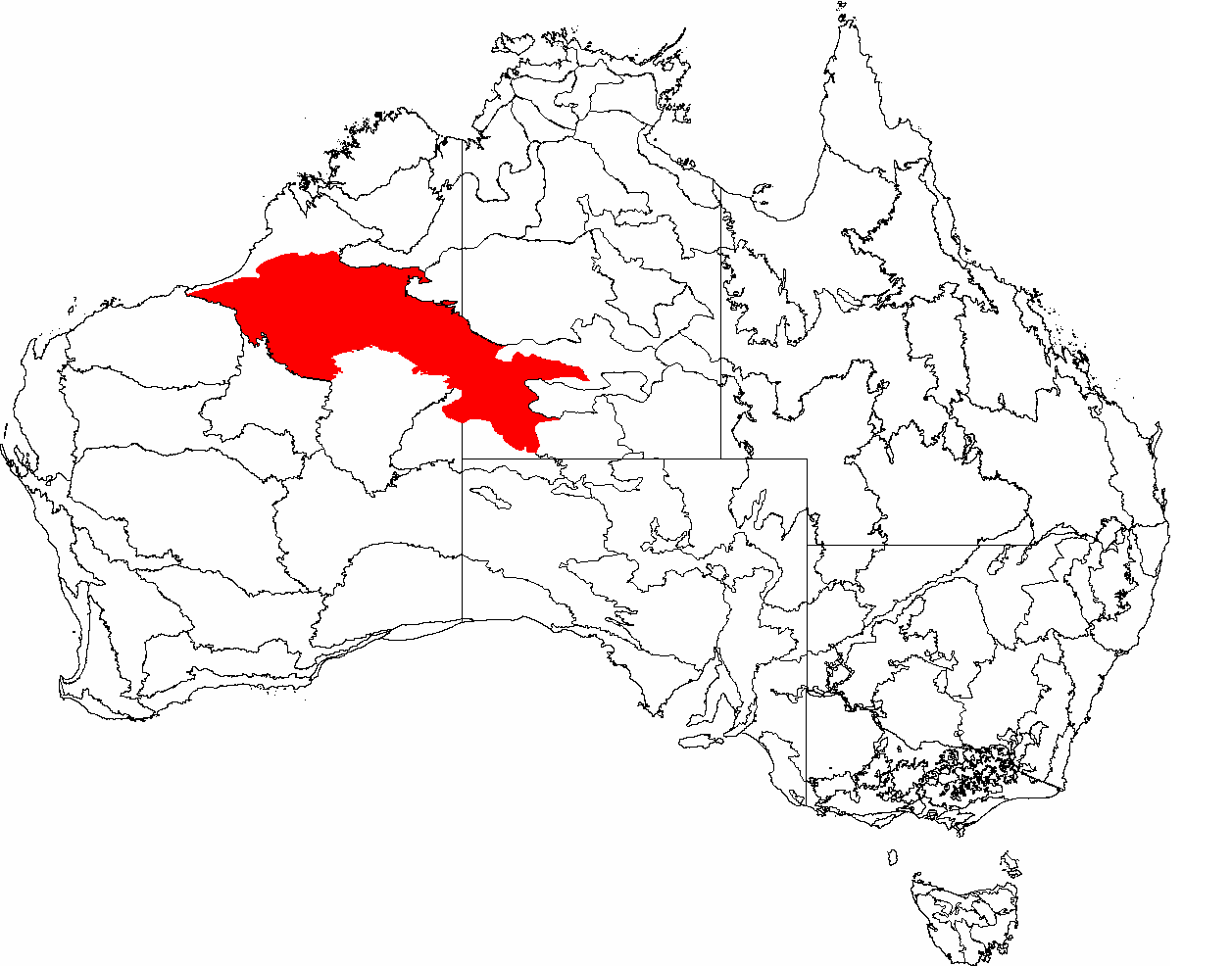
Las regiones IBRA, con el Gran Desierto Arenoso resaltado en rojo.

El Gran Desierto Arenoso pertenece a una de las regiones IBRA (Interim Biogeographic Regionalisation for Australia) de Australia Occidental.

## Historia
El primer europeo en cruzar el desierto fue Peter Warburton en 1873. La histórica ruta Canning Stock atraviesa algunas zonas del sudeste del Gran Desierto Arenoso. En los años 50 los indígenas fueron expulsados de la región debido a las pruebas militares realizadas con los misiles Blue Streak.